# Barış Ermiş
Barış Ermiş, né le 3 janvier 1985 à Istanbul, en Turquie, est un joueur turc de basket-ball. Il évolue au poste de meneur.

## Carrière
Début 2014, Ermiş est prêté par le Fenerbahçe Ülker au Royal Halı Gaziantep, autre club de première division turque.
Peu après, Ermiş est nommé meilleur joueur de la 2e journée du Top 16 de l'EuroChallenge. Il partage cette distinction avec Dmitri Flis et Aaron McGhee du BC Oural Iekaterinbourg. Ermiş marque 23 points à 7 sur 12 au tir et fait 10 passes décisives pour une évaluation de 30 dans une victoire de son équipe face au Trioumf Lioubertsy.

## Palmarès
- Finaliste du championnat du monde 2010